# Nelson Tabajara de Oliveira
Nelson Tabajara de Oliveira (* 8. April 1904 in Avaré, Bundesstaat São Paulo; † 1979) war ein brasilianischer Journalist und Botschafter.

## Leben
Nelson Tabajara de Oliveira war mit Heraida Tabajara de Oliveira verheiratet. Er war 1924 Anhänger von Isidoro Dias Lopes und der Coluna Prestes geworden und ging 1928 ins Exil.
Tabajara schrieb als Journalist für Folha da Manhã, Folha da Noite, O Tempo sowie für O Estado de São Paulo. Des Weiteren war er Mitarbeiter der Zeitschrift Boletim Ariel.
Nelson Tabajara de Oliveira trat am 25. Juni 1931 in den auswärtigen Dienst ein, wo er als Assistent der Auslandsvertretung eingestellt wurde. Vom 2. Juli bis zum 2. September 1931 wurde er nach Shanghai gesandt und hatte vom 2. September 1931 bis zum 19. April 1932 Exequatur als Konsul.
Anschließend wurde de Oliveira an das Konsulat in Hongkong berufen, wo er vom 20. April 1932 bis zum 31. Dezember 1932 als Konsul für Hongkong und Yokohama tätig war. Ab dem 6. Juli war er im konsularischen Dienst in Montevideo beschäftigt und 1941 als Gesandtschaftssekretär nach Buenos Aires sowie 1949 als Geschäftsträger nach Bogotá versetzt. Schließlich übernahm er vom 21. Dezember 1954 bis zum 6. Februar 1959 die Botschaft in Tel Aviv. Anschließend übernahm er vom 9. September 1959 bis 30. Juni 1961 die Botschaft in Warschau. Von 16. Februar 1962 bis 19. November 1964 war er in Haiti tätig.
Obwohl er im Februar 1965 zum Botschafter in Thailand mit gleichzeitiger Zuständigkeit für Vietnam ernannt wurde, trat er den Posten nicht an. Am 12. März 1965 enthob ihn der brasilianische Präsident, Humberto Castelo Branco von seinen Ämtern. Hintergrund waren Äußerungen zugunsten der Entsendung brasilianischer Truppen nach Südostasien.
Nach de Oliveira ist die Rua Embaixador Nelson Tabajara de Oliveira im Vila Jaguarain in São Paulo, benannt.
Sein Sohn João Tabajara de Oliveira (1933–2010) wurde ebenfalls Diplomat.
Von dessen drei Kindern sind zwei ebenfalls Diplomaten – Nelson Antonio Tabajara de Oliveira (* 1957) und João Tabajara de Oliveira Júnior (* 1959).

## Veröffentlichungen
- Shanghai: Reportagens do Oriente. Coleção Viagens, vol. 2. São Paulo: Companhia Editora Nacional, 1934.
- Japao: Reportagens do Oriente. Coleção Viagens, vol. 4. São Paulo: Companhia Editora Nacional, 1934.
- O livro de Silva Mello. Idéas de Alberto Ramos Buarque.
- O herói imperfeito. (Um caso de dupla personalidade): romance. Rio de Janeiro: Olympio 1948.
- 1924, a revolução de Isidro. São Paulo: Companhia Editôra nacional, 1956.
- El Pensamiento de Emilio Oribe: Teoría del Nous. A Revolução de 1924. San Pablo, Brasil, 1956. Compañía Editora Brasileña.
- A tragédia de um herói. Rio de Janeiro 1968.